# مونتیسلو ۲(کشتی بخار)
مونتیسلو ۲(کشتی بخار) (به انگلیسی: Monticello 2 (steamboat)) یک کشتی بود که طول آن ۱۲۵ فوت (۳۸ متر) بود. این کشتی در سال ۱۹۰۶ ساخته شد.